# Suehn Mecca District
Suehn Mecca District är ett distrikt i Liberia. Det ligger i regionen Bomi County, i den västra delen av landet, 50 km norr om huvudstaden Monrovia.